# Разъезд 71 км (Казахстан)
Разъезд 71 км (каз. рзд.71 км) — упразднённое село в Восточно-Казахстанской области Казахстана. Входило в состав городской администрации Риддера. Входило в состав Ульбинской поселковой администрации. Код КАТО — 632431405. Ликвидировано в 2009 году.

## Население
В 1999 году население разъезда составляло 38 человек (18 мужчин и 20 женщин). По данным переписи 2009 года, в разъезде проживало 50 человек (23 мужчины и 27 женщин).